# Sumburgh Airport
Sumburgh Airport (IATA: LSI, ICAO: EGPB) is een vliegveld in het Verenigd Koninkrijk. Het ligt bij het dorp Sumburgh in het zuiderste puntje van het Mainland, het hoofdeiland van de Shetlandeilanden ongeveer 31 km ten zuiden van het centrum van Lerwick, veruit de grootste nederzetting op en hoofdplaats van de eilanden. Het is de belangrijkste luchthaven van de Shetlands.
Er worden dagelijks lijnvluchten verzorgd naar enkele grotere Schotse steden door de regionale Schotse luchtvaartmaatschappij Loganair.  De luchthaven heeft hiervoor een terminal en twee landingsbanen. Daarnaast wordt de luchthaven gebruikt voor algemene luchtvaart en enkele helikopteroperatoren.
Eerder ongebruikelijk, in plaats van een gewoon helikopterplatform, heeft de luchthaven een 550 meter lange, derde landingsbaan speciaal voor helikopters. Vanwege de nabijheid van de olievelden in de Noordzee dient Sumburgh Airport als helikopterbasis voor de offshore-industrie en wordt het dienovereenkomstig druk aangevlogen door hun helikopters.
Vlak bij de A970, de toegangsweg tot de luchthaven, en de landingsbaan direct ten westen van de luchthaven bevindt zich de archeologische vindplaats van Old Scatness. Nog geen kilometer verder zuidwaarts bevindt zich een andere archeologische site, het Jarlshof.

## Routes en bereikbaarheid
Met uitzondering van een seizoensgebonden lijnvluchtaanbod naar Bergen in Noorwegen kan men vanuit Sumburgh Airport enkel vliegen naar bestemmingen in het Verenigd Koninkrijk. Loganair biedt rechtstreekse vluchten naar Aberdeen, Edinburgh en Glasgow op het Schotse vasteland en Kirkwall op de Orkneyeilanden, naast de verbinding met Bergen. In 2016 waren er 21.129 vliegbewegingen waarmee 250.407 passagiers van en naar de luchthaven werden getransporteerd naast 306 ton vracht. Zo'n 60% van de reizigers die van Sumburgh Airport gebruik maakten kwamen van of vertrokken naar Aberdeen.
Naast Loganair zijn er nog enkele andere gebruikers van de luchthaven, met name de Maritime and Coastguard Agency, Bristow Helicopters en Babcock Mission Critical Services Offshore (voor 2016 gekend als Bond Helicopters), maatschappijen die verkeer van en naar de booreilanden verzorgen voor crew-wissels en zo nodig ook Search and Rescue operaties verzorgen voor de offshore.
Het westelijke eind van de belangrijkste landingsbaan 09/27 kruist de A970, een landweg tussen het dorp van Sumburgh en het noorden van het eiland, de weg die ook door verkeer van en naar de luchthaven wordt gebruikt.  Zowel het lucht- als het individueel verkeer worden geregeld door een barrière met verkeerslichten, en bij naderende of vertrekkende vliegtuigen wordt het wegverkeer stilgelegd.